# Кеплер-69
Кеплер-69 (KOI-172, 2MASS J19330262+4452080, KIC 8692861) — зоря головної послідовності G-типу подібна до Сонця, розташована в сузір'ї Лебедя приблизно на 2 390 св. р. (730 пк) від Землі. 18 квітня 2013 року було оголошено, що зоря має дві планети. Хоча початкові оцінки вказували на те, що планета земного типу Кеплер-69c може перебувати в межах зони життя зорі, подальший аналіз показав, що планета, найімовірніше, перебуває на внутрішній стороні зони життя і радше схожа на Венеру, ніж на Землю, а отже, є абсолютно непридатною для життя.

## Номенклатура та історія
До спостереження за допомогою телескопа «Кеплер», Кеплер-69 мав каталожний номер 2MASS J19330262+4452080. У каталозі вхідних даних Кеплера він має позначення KIC 8692861, а коли було виявлено, що в нього є кандидати на транзитні планети, йому було присвоєно об'єкт інтересу Кеплера номер KOI-172.

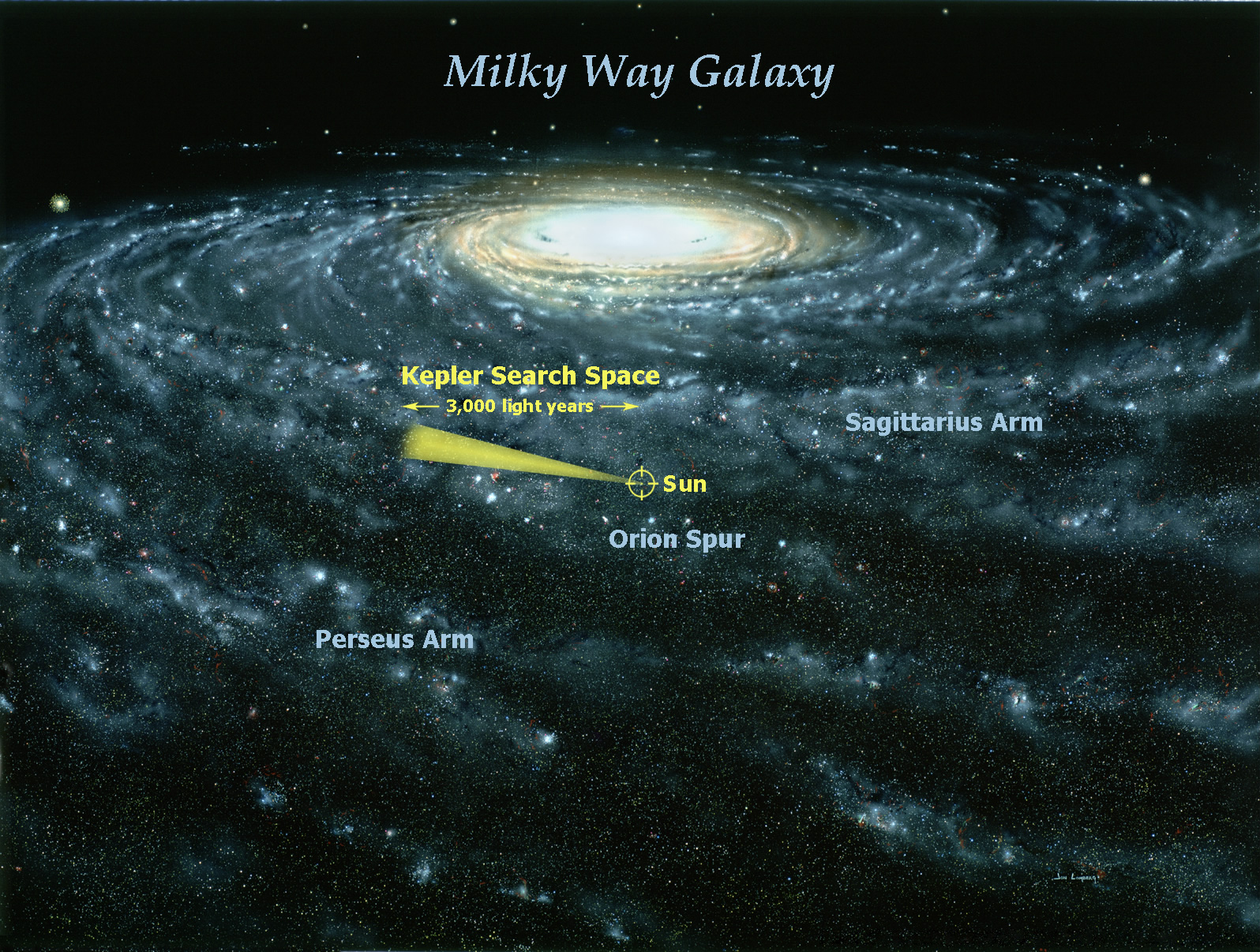
Обсяг пошуку космічного телескопа Кеплер у контексті Чумацького Шляху.

Планети цієї зорі були відкриті місією НАСА «Кеплер», завданням якої було виявлення планет, що проходять транзитом навколо своїх зір. Метод транзитів, який використовує Кеплер, передбачає виявлення провалів яскравості зір. Ці провали у яскравості можна інтерпретувати як планети, орбіти яких рухаються перед своїми зорями, якщо дивитися з Землі. Назва Кеплер-69 походить безпосередньо від того факту, що ця зоря є 69-ю у каталогу, відкритим Кеплером, який має підтверджені планети.
Позначення b, c походять від порядку відкриття. Позначення b дається першій планеті, яка обертається навколо даної зорі, а потім йдуть інші малі літери алфавіту. У випадку з Кеплер-69 усі відомі планети у системі були відкриті одночасно, тому b застосовується до найближчої до зорі планети, а c — до найдальшої.

## Зоряні характеристики
Кеплер-69 — це зоря класу G4, маса якої становить приблизно 81 % від маси та 93 % від радіусу Сонця. Температура його поверхні становить 5638 ± 168 K, а вік — 9,8 мільярда років. Для порівняння, температура поверхні Сонця становить 5778 K, а вік — 4,6 мільярда років.
Видима зоряна величина, або наскільки яскравою зоря виглядає з Землі, становить 13,7. Таким чином, Кеплер-69 є занадто тьмяною, щоб її можна було побачити неозброєним оком.

## Планетна система
Навколо Кеплера-69 обертаються дві відкриті планети. Kepler-69b — гаряча екзопланета розміром із суперземлю. Кеплер-69c — це екзопланета розміром із суперземлю, проте є приблизно у 2,2 раза більшою за Землю. Вона отримує від своєї зорі приблизно стільки ж потоку світла, скільки Венера від Сонця, і тому є ймовірним кандидатом на роль супер-Венери. Новіші вимірювання вказують на більші радіуси планет, ніж попередні оцінки: 2,80 та 2,17 R🜨 для Кеплер-69 b та c відповідно, на відміну від попередньої оцінки Барклая та ін. (2013): 2,24 і 1,71 R🜨.
| Планета (по порядку віддалення від зорі) | Маса    | Радіус             | Велика піввісь (а.о.) | Орбітальний період (діб)     | Нахил орбіти (°) | Ексцентриситет орбіти | Кіл-ть супутників |
| ---------------------------------------- | ------- | ------------------ | --------------------- | ---------------------------- | ---------------- | --------------------- | ----------------- |
| b                                        | ?       | 2.80+0.09 −0.07 R⊕ | 0.1105+0.0027 −0.0026 | 13.722341+0.000035 −0.000036 | 89.62+0.26 −0.45 | 0.16+0.17 −0.0010     | ?                 |
| c                                        | 2.14 M⊕ | 2.17+0.02 −0.08 R⊕ | 0.7494+0.0184 −0.0173 | 242.4613+0.0059 −0.0064      | 85.85+0.03 −0.08 | 0.14+0.18 −0.10       | ?                 |